# توجهات المنفعة الاجتماعية
يُعرّف التوجه المنفعي الاجتماعي (إس. في. أس.) في علم النفس الاجتماعي بأنه تفضيل شخصي متعلق بتخصيص الموارد (كالمال مثلًا) بين الذات والآخر. يتوافق التوجه المنفعي الاجتماعي مع مقدار الأهمية التي يعلقها الفرد على رفاهية الآخرين مقابل رفاهيته. يُعتبر التوجه المنفعي الاجتماعي متغيرًا فرديًا، نظرًا لاختلاف مقدار الأهمية التي يعلقها الأفراد على نتائج الآخرين مقابل نتائجهم. يُدرس المفهوم العام الذي يستند إليه التوجه المنفعي الاجتماعي ضمن مجموعة متنوعة من التخصصات العلمية المختلفة، كالاقتصاد وعلم الاجتماع وعلم الأحياء مثلًا، إذ يُطلق على هذه المفهوم أسماء عدة (مثل التفضيلات الاجتماعية، والتفضيلات المتعلقة بالآخر، ونسب مفاضلة الرفاهية، والدوافع الاجتماعية).

## نبذة تاريخية
يعود تاريخ التوجه المنفعي الاجتماعي إلى دراسة صنع القرار التكافلي، أي التفاعلات الاستراتيجية بين شخصين أو أكثر. ساهم ظهور نظرية الألعاب في أربعينيات القرن العشرين في تكوين لغة رسمية لوصف وتحليل حالات التكافل بالاعتماد على نظرية المنفعة. ينطوي الافتراض المبسط لتحليل التفاعلات الاستراتيجية على اهتمام الناس بالنتائج الخاصة بهم فقط عند اتخاذهم لأي قرارات في المواقف التكافلية، دون مراعاة نتائج شركائهم في التفاعل. وفي المقابل، كشفت دراسات السلوك البشري في المواقف التي تنطوي على معضلات اجتماعية -كمعضلة السجينين مثلًا- عن مراعاة الناس للآخرين.
تنطوي معضلة السجينين على مطالبة المشاركين بلعب دور مجرمين، إذ يجب عليهم التظاهر بأنهما مجرمين أثناء استجوابهما على يد محققين في غرفتين منفصلتين. يعرض المحققين صفقةً على كلا المشاركين فيصبحا أمام خيارين، إما الالتزام بالصمت أو الاعتراف وتوريط شريكهما. يُطلق سراح المشاركين إن اختار كليهما الالتزام بالصمت، بينما يواجهان عقوبة معتدلة في حال اعتراف كليهما. وفي المقابل، إن اعترف أحدهما والتزم الآخر الصمت، يواجه المعترف الحد الأدنى من العقوبة بينما يواجه الآخر العقوبة القصوى. وبالتالي، يتعين على المشاركين اتخاذ قرار التعاون مع الآخر أو التنافس معه.
تُحفّز القوى المحركة في هذا الموقف -عند استخدامه في المخبر- من خلال حصول المشاركين على نقاط أو نقود. يُمنح المشاركان الخيار (ج) أو (د). يتمثل الخيار (ج) في التعاون، إذ يكسب كلا المشاركين نقاطًا أو نقودًا في حال اختيارهما له. ومن ناحية أخرى، يتمثل الخيار (د) في التنافس، إذ يربح المشارك -إن لم يختره الآخر- نقاطًا أو نقودًا بينما يخسر الآخر. وفي المقابل، يخسر كلا المشاركين النقود إن اختار كليهما الخيار (د). تساهم هذه التجربة في إظهار التوجه المنفعي الاجتماعي للمشاركين، فضلًا عن القوى المحركة في المواقف التي تنطوي على دوافع مختلطة.
لا يتيح النظر إلى سلوكيات الناس في المواقف الاستراتيجية معرفة دوافعهم، أي النتيجة المشتركة التي كانوا سيختارونها إن كان القرار بيدهم وحدهم. يعود السبب في ذلك إلى كون السلوك في المواقف الاستراتيجية بمثابة دال على تفضيلات كلا المشاركين حول النتائج المشتركة من جهة ووجهة نظرهم حول نوايا شركاء التفاعل وسلوكياتهم.
ابتكر ديفيد إم. ميسيك وتشارلز جي. ماكلينتوك تقنية اللعبة المتفككة في عام 1968، في محاولة لتقييم تفضيلات الناس حول النتائج المشتركة وحدها دون تناول وجهات نظرهم حول سلوكيات الأشخاص الآخرين. تتجسد اللعبة المتفككة في المهمات التي يستطيع فيها صانع القرار وحده اعتماد خيار متعلق بتخصيص الموارد بينه وبين الآخر بشرط ألا يقل عدد الخيارات عن اثنين. (يُشار إلى هذه اللعبة أيضًا باسم لعبة الديكتاتور، ولا سيما في المجال الاقتصادي).